# Le Club des crocodiles
Série
Le Club des crocodiles 2
(2010)
Pour plus de détails, voir Fiche technique et Distribution.
Le Club des crocodiles (Vorstadtkrokodile) est une série de trois films allemands, dont le premier opus est le remake du film de 1976. C'est l'histoire d'une bande d'enfants qui forment la bande des crocodiles. Le film est adapté du livre en langue allemande pour enfants éponyme de Max von der Grün (de) paru en 1976.
Les deux premiers films ont été réalisés par Christian Ditter et le troisième par Wolfgang Groos (de).

## Synopsis
Âgé de dix ans, Hannes doit grimper sur le toit d'une ancienne briqueterie afin de récupérer un collier avec un motif de crocodile. Cette épreuve a pour but d'illustrer le courage du garçon afin d'être admis au sein de la bande. Il glisse, tombe et s'accroche à une gouttière. Il y est maintenu grâce à la mince chaîne du collier qu'il était allé chercher. Cependant, un paraplégique, Kaï, l'observe depuis sa chambre, à l'aide d'un télescope. Bien que Maria ait été envoyée pour appeler les services d'urgence, ceux-ci arrivent avant même que cette dernière les ait rejoints. C'est Kaï qui a appelé les secours. Les pompiers ont utilisé un énorme coussin gonflable et Hannes y est tombé, in extremis. Il a appris qui était la personne qui lui avait sauvé la vie et est allé la remercier.
Kaï vient d'emménager dans la ville. Il n'arrive pas à se faire de nouveaux amis et sa mère veut l'envoyer dans une école spécialisée pour les handicapés. Pour éviter cela, Kaï devra se trouver de bons amis. Il souhaite entrer au sein de la bande mais devra assumer un refus de la part de tous les membres, excepté Maria et Hannes. Une nuit, il entendit du verre se briser. Il s'éloigna de son ordinateur et aperçut trois motards disparaître dans la nuit. La récompense de 1 000 € intéresse les Crocodiles. Après avoir admis Kaï dans la bande, le groupe part à la recherche des malfaiteurs. La mère de Hannes a beaucoup de difficulté à gagner de l'argent pour la faire vivre elle et son fils. C'est pourquoi l'intention de capturer les voleurs est de plus en plus grande chez les Crocodiles. C'est au moment que Kaï visite pour la première fois le quartier général des Crocodiles que tout le monde se rend compte que celui-ci a été brûlé. Ils doivent se trouver un nouveau quartier général. C'est en errant qu'ils trouvent le site d'une ancienne usine de briques, leur futur QG. Ils se rendent vite compte que les voleurs ont aussi trouvé cet endroit pour cacher leur butin.
Grâce aux observations de Kaï et aux traces de pneus faites dans la terre de l'ancienne briqueterie, le groupe commence à chercher des informations pour capturer les criminels. Plusieurs pneus de motocyclettes sont observés. Parmi celles-ci, se trouve la moto de Dennis, le frère aîné de Frank, un Crocodile. Les deux amis de Dennis, Kevin et Achmed sont également dans le coup. Kaï s'en est aperçu et ces trois derniers ont aussi compris que Kaï était au courant. C'est pourquoi ils le prennent en chasse dans la ville. Kaï se défend en lançant un melon d'eau sur la tête de Kevin, qui tombe de sa moto. Kaï avait modifié son fauteuil roulant pour aller très vite. Il est donc intercepté par un photo-radar en traversant une intersection. Sa course se terminera sur une terrasse, parmi des tables et chaises, sous l'œil de Hannes. Toute la bande, sauf Frank, qui ne veut pas croire en la culpabilité de son frère, se rend donc au commissariat de police afin de rapporter l'incident. Toutefois, les trois motocyclistes sont sur le point d'empocher la récompense, ils ont dénoncé des immigrants Albanais. Les Crocodiles, choqués par cette révélation, décident de redoubler d'efforts et de créer une embuscade pour les cambrioleurs. Ils doivent faire vite puisque l'endroit où les voleurs ont caché leur butin sera démoli le lendemain. Maria et Hannes prennent des photos des malfaiteurs afin d'avoir des preuves tangibles. Après avoir fait arrêter ces trois personnes, la récompense est allée aux Crocodiles. L'argent de la récompense a servi à acheter un vélo à main pour Kaï. Celui-ci n'est désormais plus menacé d'aller dans une école spéciale par sa mère; il s'est fait des amis. En amour avec Hannes, Maria reçoit un baiser de celui-ci, lors du décompte précédant l'explosion de l'usine. Après avoir avoué son amour à Maria, Hannes est allé vers sa mère qui lui a appris qu'elle avait réussi son examen. L'avenir pour la mère monoparentale et son fils est alors plus positif.

## Fiche technique
- Titre : Le Club des crocodiles
- Titre original : Vorstadtkrokodile
- Réalisation : Christian Ditter
- Scénario : Christian Ditter et Martin Ritzenhoff d'après le roman de Max von der Grün
- Musique : Heiko Maile
- Photographie : Christian Rein
- Montage : Ueli Christen
- Production : Christian Becker, Anita Schneider et Lena Schömann
- Société de production : Constantin Film, Rat Pack Filmproduktion et Westside Filmproduktion
- Pays :  Allemagne
- Genre : Aventure
- Durée : 98 minutes
- Dates de sortie : 
  -  Allemagne : 26 mars 2009

## Distribution
Dans la version française, le prénom du rôle tenu par Nick Romeo Reimann a été changé, mais le générique en fin de film fait état du prénom allemand.
Les Crocodiles
- Nick Romeo Reimann (VF : Sophie Ostria) : Enzo (allemand : Hannes)
- Fabian Halbig (VF : Faye Hadley) : Kaï
- Leonie Tepe (VF : Fanny Gatibelza) : Maria
- Manuel Steitz (VF : Magali Mestre) : Olli le leader
- Javidan Imani (VF : Sylvie Santelli) : Jorgo
- Robin Walter (VF : Marion Adele) : Peter
- Nicolas Schinseck (VF : Pamela Chevalier) : Elvis
- David Hürten (de) (VF : Isabelle Brès) : Frank

Les autres
- Jacob Matschenz (VF : Michaël Cermeno) : Dennis
- Axel Stein (VF : Jean Florian Dubois) : Kevin
- Oktay Özdemir (VF : Olivier Valiente) : Ahmed
- Nora Tschirner (VF : Elsa de Breyne) : Kristina la mère de Enzo
- Maria Schrader (VF : Marielle Lemarchand) : la mère de Kaï
- Smudo (VF : Eric Bonicatto) : le père de Kaï
- Martin Semmelrogge : le propriétaire du mini-golf
- Ralf Richter : Policier
- Achim Bauer : Policier
- Marina Hambuch : Emma la partenaire de Kaï sur Messagerie instantanée video (clavardage)
- Heiner Beeker : Pompier
- Horst Neugebauer : le père de Dennis et Frank

## Différences par rapport au film de 1977
Bien que le film de 2009 ait été produit en concordance avec le film de |Grün[Lequel ?] de 1977, quelques différences entre les versions subsistent :
- Les Crocodiles sont au nombre de huit dans le film de 2009. Cependant, en 1977, ils étaient onze et dans le livre, dix;
- Mis à part Hannes, Maria, Frank et Peter, tous les autres noms sont changés;
- Les situations familiales sont partiellement alignées avec les conditions les plus récentes : la mère de Hannes élève seule son fils;
- Dans le premier film, seuls des enfants allemands composent la bande. En 2009, Jorgo, un Grec, est ajouté;
- En 1977, il s'agissait de travailleurs italiens immigrés. En 2009, ils sont remplacés par des Albanais;
- L'infraction commise par les malfaiteurs n'est pas pareille. Dans la première version, un magasin quelconque est ciblé. Dans la version récente, c'est l'endroit où la mère de Hannes travaille qui est la cible des voleurs. Elle en est directement affectée.
- Kai - Kurt dans le livre - est devenu paralysé en jouant avec son père, ce qui apporte des tensions supplémentaires dans la situation familiale déjà difficile. Cet accident n'est, contrairement à la version de 1977, pas si loin dans le temps.

## Lieux de tournage
Le film a été tourné entre le 17 juin et le 30 août 2008 à proximité des sites d'action de la version précédente du film:
- Mönchengladbach : Boutique de la mère de Hannes (Dohler Strasse 71, Bonn Broich-Geneicken) Golf miniature (Carl-Diem-route), avant EDEKA, zone piétonne (autour des murs); la chasse de Kaï et des motos (Hindenburgstraße entre Saturn et le théâtre).
- Hückelhoven : Poste de police (Dinstühler route) ; maisons de Peter, Frank, Dennis et Jorgo (Loerbrockstraße), terrains de basket-ball, la maison d'Olli et de Maria (Van Woerden-route); la maison de Kai (Körferstraße) le quartier général dans l'arbre (forêt avant Doveren).
- Dülken : Boutique de motos (Linden Avenue / rue Chestnut).
- Wildenrath : Hannes qui grimpe au toit (Friedrich-List-Allee).
- Brüggen : La remise en briques (à la fois la rue de Bruges et Laarer).
- Viersen : Le bar des motards (Freiheitsstraße).
- Dortmund
- Nettetal

## Analyses
Faits sur quelques acteurs
- Willy Semmelrogge (1923-1984) a joué dans l'adaptation cinématographique de 1977 le propriétaire du mini-golf. Son fils Martin Semmelrogge, né en 1955, qui incarnait alors l'un des cambrioleurs, joue dans cette version du film le propriétaire du mini-golf.
- Heiner Beeker, qui a repris dans le premier film le personnage de Frank, assure dans le film de 2009 le rôle d'un pompier, qui sauve Hannes.

### Allusions à d'autres films
Maria est montrée dans une scène dans son lit. Elle lit le livre La Vague. La couverture du livre montre l'affiche du film de la version de 2008 du film tournée avec Juergen Vogel, qui a également été produite par Christian Becker.
Dans les crédits et dans la scène au poste de police avec Ralf Richter, la chanson Amada Mia Mio Amore est entendue. Il s'agit d'une reprise des Frères K-Rings de la version originale de la chanson El Pasador qui a été entendue dans la version de 1977.
Trame sonore
La trame sonore principale du film est la chanson Superhelden du jeune groupe allemand Apollo 3.
La première
- La sortie en salles fut le 26 mars 2009.
- À la Berlinale, le film fut à l'affiche le 10 février 2009 à la Willy-Brandt-Haus (de). Il a été présenté devant un auditoire important.

Budget
Le budget était de 4 millions d'euros. Le film a été parrainé par la Filmstiftung NRW GmbH (de) (900.000 Euro), la FilmFernsehFonds Bayern (de), la FFA FilmFörderungsAnstalt GdöR et le Fonds allemand du film (Deutscher Filmförderfonds DFFF) (de).

## Prix
En 2009, le film a obtenu deux nominations au Festival du Film hollandais de Cinekid. Il s'agissait du Prix du public et du Junior Quad Movie Award. En 2010, la récompense du meilleur long-métrage allemand jeunesse lui a été attribuée. Cette même année, Nick Romeo Reimann a été nommé meilleur acteur international par le American Young Artist Award.